# نهائي كأس الاتحاد الإنجليزي 1957
نهائي كأس الاتحاد الإنجليزي 1957 (بالإنجليزية: FA Cup final 1957) هي مباراة كرة قدم الختامية لتحديد الفائز في بطولة كأس الاتحاد الإنجليزي 1956–57 في البطولة السادسة والسبعين من مسابقة الكأس الإنجليزية في بطولة الأقدم في تاريخ في كرة القدم وينظمها الاتحاد الإنجليزي لكرة القدم، أُقيم النهائي يوم 4 مايو 1957 على ملعب ويمبلي بين أستون فيلا ومانشستر يونايتد. فاز فيلا بنتيجة 2-1، وسجل بيتر ماكبارلاند هدفي اللقاء. وسجل تومي تايلور هدف يونايتد. كانت هذه أول بطولة كبرى لأستون فيلا منذ 37 عامًا، ومنعت يونايتد من تحقيق الثنائية، حيث تُوج فريق مات بازبي بطلاً لدوري كرة القدم بعد فوزه بالدرجة الأولى.
شهدت المباراة النهائية اصطدامًا بعد ست دقائق فقط بين مهاجم فيلا بيتر ماكبارلاند، وحارس مرمى يونايتد راي وود، مما أدى إلى فقدانه الوعي وكسر في عظمة وجنته. غادر وود الملعب، وتولى جاكي بلانشفلاور مهمة حراسة مرمى يونايتد. عاد وود إلى الملعب كلاعب خارجي (وهي كلمة عامية تُشير إلى لاعب موجود في الملعب ولكنه لا يشارك بنشاط) قبل أن يعود إلى أرضية في آخر سبع دقائق من المباراة. ولأن هذه المباراة أُقيمت في حقبة لم يُجبر فيها البدلاء جاكي بلانشفلاور على اللعب في المرمى بعد الحادثة، عاد وود في النهاية بعد تلقيه العلاج ليلعب كمهاجم.
منح فوز فيلا لقبهم السابع في كأس الاتحاد الإنجليزي، وهو رقم قياسي في ذلك الوقت، لكن ثلاثة أندية تجاوزته منذ ذلك الحين، بما في ذلك مانشستر يونايتد، الذي حقق ثلاثة عشر فوزًا. وصلوا إلى النهائي في عام 2000، عندما خسروا أمام تشيلسي، وفي عام 2015، عندما خسروا أمام أرسنال.
توفي ستة من أصل 11 لاعبًا شاركوا مع يونايتد في هذه المباراة في كارثة ميونيخ الجوية بعد تسعة أشهر؛ كما توفي لاعبان آخران لم يشاركا في المباراة، بينما أصيب اثنان آخران (شاركا كلاهما في المباراة) في الحادث لدرجة أنهما لم يلعبا مرة أخرى. كان لاعبا يونايتد الوحيدان اللذان شاركا في النهائي بعد عام هما الظهير بيل فولكس والمهاجم بوبي تشارلتون. بوفاة فولكس في نوفمبر 2013 وتشارلتون في أكتوبر 2023، لم يبقَ أي لاعب على قيد الحياة من فريق يونايتد، بينما تركت وفاة نايجل سيمز في يناير 2018 بيتر ماكبارلاند الناجي الوحيد المتبقي من الفريق الفائز.

## عن الفريقين
| الفريق          | التتويج | المشاركات السابقة في النهائيات (الخط الغليظ للأرقام يشير لسنة التتويج باللقب) |
| --------------- | ------- | ----------------------------------------------------------------------------- |
| أستون فيلا      | 6       | 8 (1887، 1892، 1895، 1897، 1905، 1913، 1920، 1924)                            |
| مانشستر يونايتد | 2       | 2 (1909، 1948)                                                                |

## المباراة

### تفاصيل المباراة
| أستون فيلا         | 2–1    | مانشستر يونايتد |
| ------------------ | ------ | --------------- |
| مكبارلاند 68'، 73' | Report | تايلور 83'      |

| أستون فيلا | مانشستر يونايتد |

|            |    | تشكيلة الفريق:  |
| GK         | 1  | نايجل سيمز      |
| RB         | 2  | ستان لين        |
| LB         | 3  | بيتر ألديس      |
| RH         | 4  | ستان كروذر      |
| CH         | 5  | جيمي دوغديل     |
| LH         | 6  | بات ساوارد      |
| OR         | 7  | ليه سميث        |
| IR         | 8  | جاكي سيويل      |
| CF         | 9  | بيل مايرسكوف    |
| IL         | 10 | جوني ديكسون (c) |
| OL         | 11 | بيتر مكبارلاند  |
| المدرب:    |    |                 |
| إريك هوتون |    |                 |

|          |    |                 |  |
|          |    | تشكيلة الفريق:  |  |
| GK       | 1  | راي وود         |  |
| RB       | 2  | بيل فولكيس      |  |
| LB       | 3  | روجير بيرن (c)  |  |
| RH       | 4  | إدي كولمان      |  |
| CH       | 5  | جاكي بلانشفلاور |  |
| LH       | 6  | دانكن إدواردز   |  |
| OR       | 7  | جوني بيري       |  |
| IR       | 8  | بيلي ويلان      |  |
| CF       | 9  | تومي تايلور     |  |
| IL       | 10 | بوبي تشارلتون   |  |
| OL       | 11 | ديفيد بيج       |  |
| المدرب:  |    |                 |  |
| مات بسبي |    |                 |  |